# شهرستان چرمشانسکی
شهرستان چرمشانسکی (به لاتین: Cheremshansky District) یک شهرستان در روسیه است که در تاتارستان واقع شده‌است.